# Monte Moneglia
Il Monte Moneglia è un rilievo dell'Appennino Ligure che raggiunge i 521 metri s.l.m.. 

## Descrizione
La parte sommitale del monte è composta da tre rilievi il più alto dei quali raggiunge i 521 metri. La montagna è collegata con la Punta Moneglia, che si spinge nel Mar Ligure, tramite un crinale che comprende il vicino monte Comunaglia. Sulla cima del Monte Moneglia convergono i territori dei comuni di Moneglia, Casarza Ligure e Sestri Levante, tutti e tre appartenenti alla Città metropolitana di Genova.. Dalla cima del monte si gode di un ottimo panorama sulla costa e sulle montagne liguri.

## Accesso alla vetta

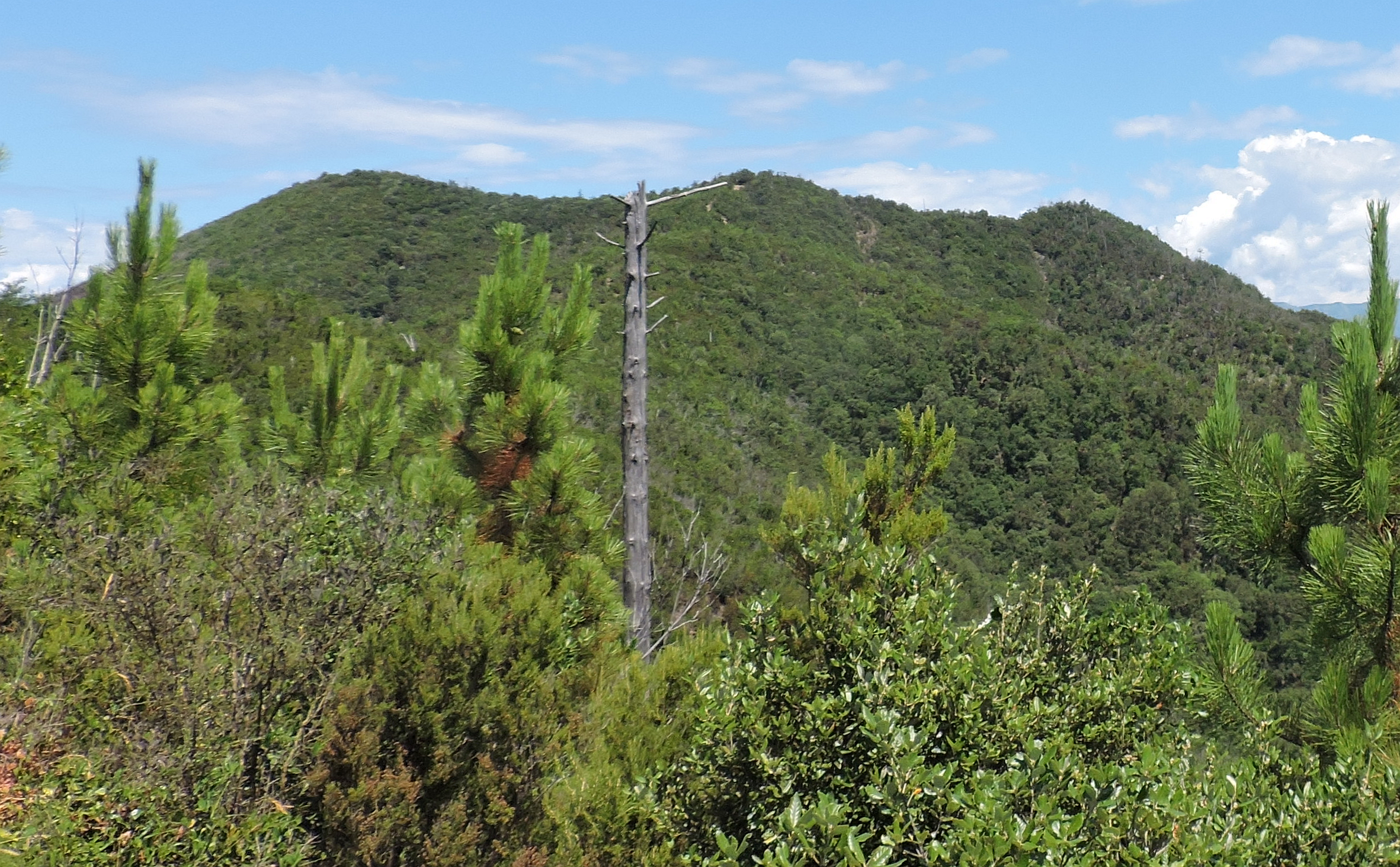
Vista dal monte Comunaglia

Al monte Moneglia si può arrivare per sentiero dal centro di Moneglia, da Riva Trigoso o da Casarza Ligure (passando eventualmente per località Cà Bianca). A volte la salita alla cima viene associata a quella al vicino Monte Comunaglia.

## Tutela naturalistica
La montagna e l'area circostante sono comprese in un Sito di importanza comunitaria (SIC) denominato Punta Baffe - Punta Moneglia - Val Petronio. Di particolare interesse sono le specie di lepidotteri presenti nella zona, tra le quali Gonepteryx cleopatra (legata all'alaterno), Charaxes jasius (che si nutre del corbezzolo) e Euplagia quadripunctaria, più legata agli ambienti umidi presenti nelle zone interne del SIC.